# Michael Kegler

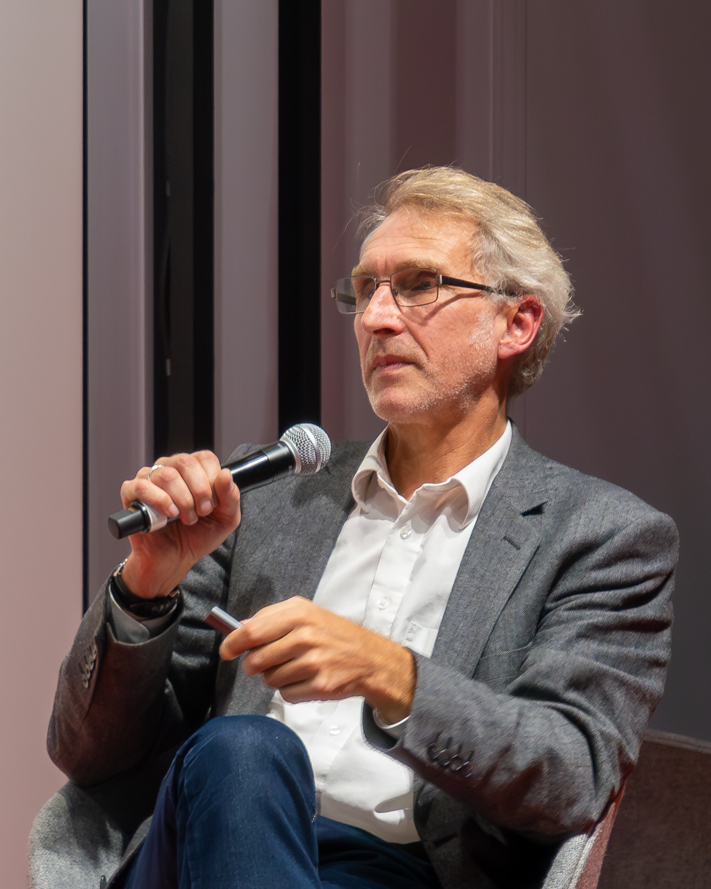
Michael Kegler

Michael Kegler (* 1967 in Gießen) ist ein deutscher Literaturübersetzer aus dem Portugiesischen, Herausgeber und Literaturkritiker.

## Leben
Kegler lebte vom vierten bis zum zehnten Lebensjahr auf einer Eisenerzmine in Minas Gerais, dem größten Bergbauzentrum Brasiliens, wo sein Vater als Geologe arbeitete. Er besuchte gemeinsam mit den Kindern der Minenarbeiter die Grundschule auf dem Werksgelände im Stadtgebiet von Congonhas do Campo. Ende 1976 zog die Familie wieder nach Deutschland. Nach dem Abitur an der Herderschule in Gießen und einem abgebrochenen Studium der Agrarwissenschaften leistete Kegler seinen Zivildienst in der psychiatrischen Abteilung am Universitätsklinikum Gießen. Er studierte anschließend an der Frankfurter Goethe-Universität Romanistik, Anglistik und Germanistik und arbeitete neben dem Studium in dem portugiesischen Buchladen „Centro do Livro“ von Teo Ferrer de Mesquita bei der Konstablerwache (inzwischen in Bockenheim). Er besuchte Übersetzerseminare bei der Philologin Ray-Güde Mertin, die vielen deutschen Portugiesischübersetzern als Vorbild diente.
Seit 1992 übersetzt Kegler aus dem Portugiesischen. Seit 2001 betreibt er die Rezensionswebsite Nova Cultura für Literatur und Musik aus den portugiesischsprachigen Ländern Angola, Brasilien, Kapverde, Guinea-Bissau, Mosambik, Portugal, São Tomé e Príncipe sowie Timor Lorosae, die sich als Fortführung des von 1982 bis 2000 im Verlag Teo Ferrer de Mesquita (TFM) veröffentlichten „boletim“ Nova Cultura versteht und war von 2009 bis zur Auflösung des Vereins 2024 Mitglied im Vorstand der Gesellschaft zur Förderung der Literatur aus Afrika, Asien und Lateinamerika (später: Litprom).
Seit 2003 moderiert Kegler regelmäßig auf dem Literaturfestival Correntes d'Escritas im portugiesischen Póvoa de Varzim, seit 2024 kuratiert er dort die Podiumsgespräche zu Literaturübersetzung. Er war Moderator der von 2011 bis etwa 2017 veranstalteten Lesereihe „BrasiLesen“ mit namhaften brasilianischen Autorinnen und Autoren in Frankfurt am Main und wirkte mit im Literaturprogramm Brasiliens als Gastland der Frankfurter Buchmesse 2013.
2014 erhielt Kegler gemeinsam mit Marianne Gareis für seine Übersetzungen aus dem brasilianischen Portugiesisch den Straelener Übersetzerpreis der Kunststiftung NRW.
2016 wurde er gemeinsam mit dem brasilianischen Schriftsteller Luiz Ruffato, dessen Werk er übersetzt, mit dem Internationalen Hermann-Hesse-Preis ausgezeichnet.
2021 war er World Literature Fellow for Translation am Institut für die Wissenschaften vom Menschen in Wien.
2024 hatte Michael Kegler eine Gastdozentur des Deutschen Übersetzerfonds am Institut für Übersetzen und Dolmetschen in Heidelberg inne.
Er lebt in Diedenbergen bei Hofheim am Taunus.

## Veröffentlichungen

### Übersetzungen
José Eduardo Agualusa
- Das Lachen des Geckos. (Originaltitel: O vendedor de passados.) A1 Verlag, München 2008, ISBN 978-3-940666-04-8.
- Die Frauen meines Vaters. (Originaltitel: As mulheres do meu pai.). A1 Verlag, München 2010, ISBN 978-3-940666-10-9.
- Barroco tropical. (Originaltitel: Barroco tropical.). A1 Verlag, München 2011, ISBN 978-3-940666-19-2. Shortlist Internationaler Literaturpreis – Haus der Kulturen der Welt, 2011.
- Eine allgemeine Theorie des Vergessens (Originaltitel: Teoria geral do esquecimento). C.H. Beck, München 2017, ISBN 978-3-406-71340-8.
- Die Gesellschaft der unfreiwilligen Träumer (Originaltitel: A sociedade dos sonhadores involuntários). C.H. Beck, München 2019, ISBN 978-3-406-73374-1.

Paulina Chiziane
- Liebeslied an den Wind (Originaltitel: Balada de Amor ao Vento) Brandes und Apsel, Frankfurt am Main 2001 (gemeinsam mit Claudia Stein).
- Das siebte Gelöbnis (Originaltitel: O Sétimo Juramento) Brandes & Apsel Verlag 2003.

João Paulo Cuenca
- Das einzig glückliche Ende einer Liebesgeschichte ist ein Unfall. (Originaltitel: O único final feliz para uma estória de amor é um acidente.). A1 Verlag, München 2012, ISBN 978-3-940666-31-4.
- Mastroianni. Ein Tag. (Originaltitel: O dia mastroianni.) A1 Verlag, München 2013, ISBN 978-3-940666-43-7.

Ana Martins Marques
- Gärten. Gedichte. Axel Dielmann Verlag, Frankfurt am Main 2022, ISBN 978-3-86638-311-1.
- Streich dieses Wort / Risque esta palavra. Hagebutte Verlag, München 2024, ISBN 978-3-96252-018-2

Fernando Molica
- Krieg in Mirandão (Originaltitel: Notícias do Mirandão) Edition Nautilus 2006.
- Schwarz, meine Liebe. (Originaltitel: Bandeira negra, amor) Edition diá, Berlin 2014, ISBN 978-3-86034-539-9 (EPUB), Buchausgabe 2016, ISBN 978-3-86034-409-5.

Yara Nakahanda Monteiro
- Schwerkraft der Tränen (Originaltitel: Essa dama bate bué) Haymon Verlag, Innsbruck 2022, ISBN 978-3-7099-8153-5.
- Herz. Rhythmus. Störungen (Originaltitel: Memórias Apareições Arritmias) Haymon Verlag, Innsbruck 2024, ISBN 978-3-7099-8213-6

Ondjaki
- Die Durchsichtigen. (Originaltitel: Os transparentes) Verlag Das Wunderhorn, Heidelberg 2015, ISBN 978-3-88423-494-5.
- Blaue Träume in jedem Winkel / Sonhos azuis pelas esquinas (zweisprachige Ausgabe), Verlag TFM, Frankfurt am Main 2021, ISBN 978-3-939455-16-5.

Luiz Ruffato
- Es waren viele Pferde. (Originaltitel: Eles eram muitos cavalos.). Assoziation A, Berlin 2012, ISBN 978-3-86241-420-8.
- Mama, es geht mir gut. (Originaltitel: Mama, son tanto felice.) Assoziation A, Berlin 2013, ISBN 978-3-86241-421-5.
- Feindliche Welt. (Originaltitel: O mundo inimigo.) Assoziation A, Berlin/Hamburg 2014, ISBN 978-3-86241-430-7.
- Ich war in Lissabon und dachte an dich. (Originaltitel: Estive em Lisboa e lembrei de você) Assoziation A, Hamburg und Berlin 2015, ISBN 978-3-86241-444-4.
- Teilansicht der Nacht (Originaltitel: Vista Parcial da Noite). Assoziation A, Berlin / Hamburg 2017, ISBN 978-3-86241-434-5.
- Das Buch der Unmöglichkeiten (Originaltitel: O livro das impossibilidades). Assoziation A, Berlin/Hamburg 2019, ISBN 978-3-86241-469-7.
- Sonntage ohne Gott (Originaltitel: Domingos dem Deus). Assoziation A, Berlin/Hamburg 2021, ISBN 978-3-86241-481-9.

Gonçalo M. Tavares
- Wasser, Hund, Pferd, Kopf. Kurzgeschichten. (Originaltitel: Água, cão, cavalo, cabeça) Verlag Der Apfel, Wien 2008, ISBN 978-3-85450-277-7.
- Herr Brecht und der Erfolg (Originaltitel: O Senhor Brecht e o sucesso). Edition Korrespondenzen, Wien 2020, ISBN 978-3-902951-50-2.
- Herr Valéry und die Logik (Originaltitel: O Senhor Valéry e a lógica). Edition Korrespondenzen, Wien 2020, ISBN 978-3-902951-48-9.
- Herr Henri und die Enzyklopädie (Originaltitel: O Senhor Henri e a enciclopédia). Edition Korrespondenzen, Wien 2020, ISBN 978-3-902951-49-6.
- Herr Juarroz und das Denken (Originaltitel: O Senhor Juarroz e o pensamento). Edition Korrespondenzen, Wien 2020, ISBN 978-3-902951-55-7.
- Herr Kraus und die Politik (Originaltitel: O Senhor Kraus e a política). Edition Korrespondenzen. Wien 2021, ISBN 978-3-902951-57-1.
- Herr Calvino und der Spaziergang (Originaltitel: O Senhor Calvino e o passeio). Edition Korrespondenzen, Wien 2022, ISBN 978-3-902951-58-8.
- Herr Walser und der Wald (Originaltitel: O Senhor Walser e a floresta). Edition Korrespondenzen, Wien 2023, ISBN 978-3-902951-59-5.
- Herr Breton und das Interview (Originaltitel: O Senhor Breton e a entrevista). Edition Korrespondenzen, Wien 2024, ISBN 978-3-902951-59-5
- Herr Swedenborg und die geometrischen Überlegungen (Originaltitel: O Senhor Swedenborg e as investigações geométricas). Edition Korrespondenzen, Wien 2025, ISBN 978-3-902951-61-8

Manuel Tiago (i.e.: Álvaro Cunhal)
- Fünf Tage, fünf Nächte. (Originaltitel: Cinco Dias, cinco Noites.) TFM, Frankfurt am Main 1999, ISBN 3-925203-53-2.
- Das Haus von Eulália (Originaltitel: A Casa de Eulália) Neue Impulse Verlag 2002.

Weitere
- Germano Almeida: Der treue Verstorbene. (Originaltitel: O fiel defunto). Transit Buchverlag, Berlin 2020, ISBN 978-3-88747-378-5.
- Ana Luísa Amaral: Was ist ein Name. Gedichte. Carl Hanser Verlag 2021, ISBN 978-3-446-26912-5[6] (gemeinsam mit Piero Salabè).
- Sophia de Mello Breyner Andresen: Exemplarische Erzählungen (Originaltitel: Contos exemplares). Elfenbein Verlag, Berlin 2021, ISBN 978-3-96160-053-3.
- Al Berto: Ein Dasein aus Papier (Originaltitel: Uma existência de papel). Elfenbein Verlag, Berlin 2021, ISBN 978-3-96160-033-5.
- Eliane Brum: Raimundo und der Ball. Erzählung. (Raimundo, Dono da Bola) In der Anthologie Der schwarze Sohn Gottes. 16 Fußballgeschichten aus Brasilien. Hg. Luiz Ruffato. Assoziation A, 2013, CulturBooks, Hamburg 2014, ISBN 978-3-944818-53-5.[7]
- Afonso Reis Cabral: Aber wir lieben dich. (Originaltitel: Pão de Açúcar). Carl Hanser Verlag, München 2021, ISBN 978-3-446-26920-0.
- Klester Cavalcanti: Der Pistoleiro. (Originaltitel: O nome da morte.). Transit Verlag 2013, ISBN 978-3-88747-284-9 (gemeinsam mit Wanda Jakob).
- Companhia do Feijão: Wer Augen hat, der sehe. (Originaltitel: Mire, veja); Theaterstück nach Luiz Ruffato: Es waren viele Pferde, Zuckerhut Theaterverlag, München 2015.
- Manuela Costa Ribeiro: Cego do Maio. Der Schutzengel der Seeleute. (Originaltitel: Cego do Maio.) TFM, Frankfurt am Main 2007, ISBN 3-939455-01-6.
- Hélia Correia: Das dritte Elend. (Originaltitel: A terceira miséria). Lyrik. Leipziger Literaturverlag, Leipzig 2021, ISBN 978-3-86660-265-6.
- Ailton Krenak: Ideen, um das Ende der Welt zu vertagen. (Originaltitel: Ideias para adiar o fim do mundo / A vida não é útil). btb Verlag, München 2021, ISBN 978-3-442-77112-7.
- Michel Laub: Tagebuch eines Sturzes. (Originaltitel: Diário da queda.). Klett-Cotta, Stuttgart 2013, ISBN 978-3-608-93972-9.
- Angélica Lopes: Die Frauen der Familie Flores. (Originaltitel: A maldição das Flores). Carl Hanser Verlag, München 2025, ISBN 978-3-446-28445-6
- Manuel Jorge Marmelo: Eine tausendmal wiederholte Lüge. (Originaltitel: Uma mentira mil vezes repetida) A1 Verlag, München 2015, ISBN 978-3-940666-63-5.
- Pedro Rosa Mendes: Schwarz Licht - Passagen durch Westafrika. Brandes & Apsel Verlag 2006 (Gemeinsam mit Barbara Mesquita).
- Patrícia Portela: Schutzschilde. Straßentheaterstück. Aufgeführt am 1. September 2018 vom Alarm-Theater Bielefeld.
- André Sant’Anna: Amor / Liebe (Originaltitel: Amor) Edition Tempo, Berlin 2015, ISBN 978-3-00-050479-2.
- Moacyr Scliar: Kafkas Leoparden. (Originaltitel: Os leopardos de Kafka.). Lilienfeld Verlag, Düsseldorf 2013, ISBN 978-3-940357-31-1.
- Felipe Tadeu: Insekten. Gedichte. (Originaltitel: Certos Insetos.) Fischer, Aachen 1994, ISBN 3-89514-023-6.
- Rui Zink: Die Installation der Angst (Originaltitel: A instalação do medo) Weidle Verlag, Bonn 2016, ISBN 978-3-938803-80-6, E-Book-Ausgabe: CulturBooks, Hamburg 2016, ISBN 978-3-95988-039-8.

### Herausgeber
- Michael Kegler (Hrsg.): Hotel ver mar. Gedichte aus Angola, Brasilien, Galicien, Guinea-Bissau, Mosambik, Portugal und São Tomé e Príncipe. TFM, Frankfurt am Main 2009, ISBN 978-3-939455-02-8.

### Bibliographien
- Books on Brazil. Frankfurter Buchmesse, Frankfurt am Main 2013, ISBN 978-3-923352-87-6.
- Literatur aus Portugal und dem portugiesischsprachigen Afrika. Übersetzte lieferbare Titel. Eine kommentierte Bibliographie. 3. Auflage. TFM, Frankfurt 2004, ISBN 978-3-925203-96-1 (hrsg. mit Petra Noack).
- Literatur aus Portugal und dem portugiesischsprachigen Afrika. Übersetzte lieferbare Titel. 2. Auflage. TFM, Frankfurt am Main 2001, ISBN 978-3-925203-85-5.
- Literatur aus Portugal. Übersetzte lieferbare Titel. TFM, Frankfurt am Main 1997